# 久家慶子
久家 慶子（くげ けいこ）は、日本の地震学者。京都大学大学院理学研究科教授。日本地震学会会長。上大岡トメの姉。

## 人物・経歴
東京都生まれ。上大岡トメは妹。
1985年東京工業大学（のちの東京科学大学）理学部応用物理学科卒業。1987年同大学大学院理工学研究科応用物理学専攻修士課程修了。
地震関係の国家機関への就職に失敗し、東京工業大学大学院博士課程を経て、1991年東京大学大学院理学系研究科博士後期課程修了。
日本学術振興会海外特別研究員（カリフォルニア大学サンタクルーズ校）、京都大学理学部助手、京都大学大学院理学研究科地球惑星科学専攻地球物理学教室准教授を経て、京都大学大学院理学研究科地球惑星科学専攻地球物理学教室固体地球物理学講座教授。
2014年日本学術会議連携会員。2018年日本地震学会副会長。2024年日本地震学会会長。